# Roelof van Lennep (1485-1546)

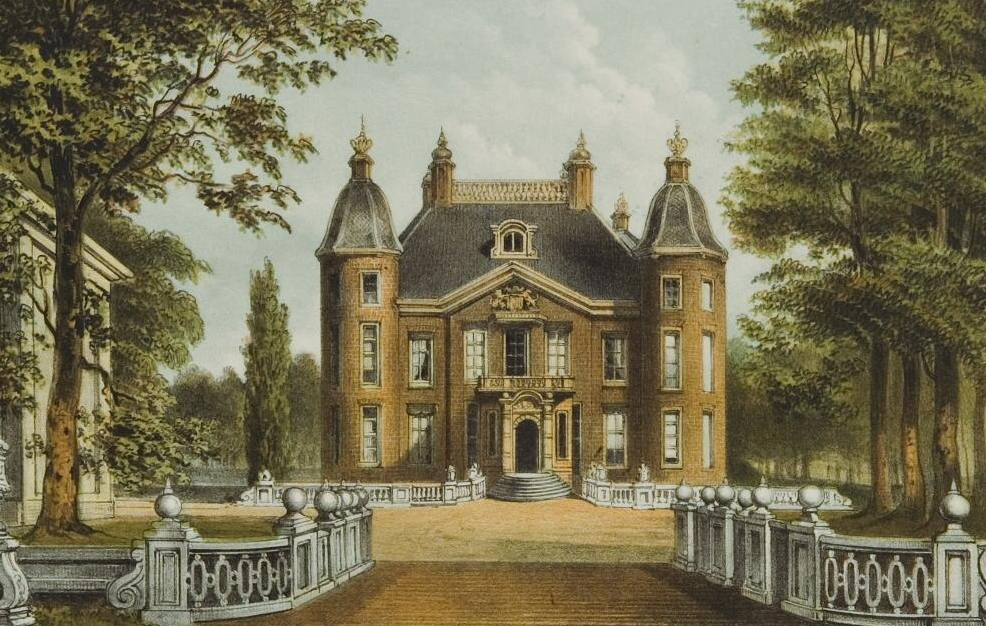
Kasteel Biljoen (1874)

Roelof Johansz van Lennep (ca. 1485-1546). Hij was bevelhebber der Geldersen in 1514, drossaard van Middelaer in 1527 en vanaf 1 juni 1535 kasteelheer van Kasteel Biljoen.
Roelof werd geboren als zoon van Johan van Lennep (1455-1515) bevelhebber van Bergh en Catharina van Hyrdt. Zijn vader was een zoon van Roelof van Lennep (ca. 1420-) en Isabella van Camphuysen (ca. 1430-).
Hij had in de loop der tijd een reputatie opgebouwd als vechtjas en in 1514 nam hij, als bevelhebber der Geldersen, Arnhem in middels in een korenwagen verborgen soldaten die de stad werden ingesmokkeld, waarna zij de poorten openden en de hertogelijke troepen binnenlieten. Deze gebeurtenis met de 'Korenwagen van Arnhem' wordt wel vergeleken met het paard van Troje en het turfschip van Breda.
Voor Karel de hertog van Gelre bouwde hij het Huis te Middelaar en schoot daartoe de benodigde 9.000 goudguldens voor. Op zijn beurt werd hij vervolgens beloond in de vorm van het pandschap van Huis en Ambte Middelaar. Op 1 juni 1535 kocht hij, inmiddels hofmeester en intendant, van de in geldnood verkerende hertog van Gelre het kasteel Biljoen te Velp met de bijhorende heerlijke rechten. In 1536 kreeg Roelof de Konijnenwarande op de Keienberg te Velp van de hertog ten geschenke.
Hij trouwde ca. 1525 met Johanna de Cock van Neerijnen (1505 - na 1559). Uit zijn huwelijk werden de volgende kinderen geboren:
- Johan van Lennep tot Biljoen
- Jacob van Lennep tot Biljoen
- Elisabeth van Lennep (Zaltbommel, ca. 1520 - voor 1552). Zij in 1546 met Dirk Malberg.
- Carl van Lennep (1530 - 23 april 1567), begraven te Velp. Hij was burgemeester en schepen van Arnhem. Hij erfde in 1546 van zijn vader het Kasteel Biljoen met alle daarbij behoren rechten. Hij trouwde (1) met Martha van der Lawick. Hij trouwde (2) met Cunera van der Lawick (ca. 1535 - 1605)
- Johanna van Lennep (ca. 1537-). Zij trouwde in 1560 met Jacob Jansz Spiering van Well (1537 - Wijk, 1602). Zij bewoonden het huis Wijkestein[2] te Wijk.

Wapen de Cock van Neerijnen

[[Categorie:Adel in de Nederlanden in de 16
5e eeuw]]